# Ханты-Мансийская митрополия
Ханты-Мансийская митрополия — митрополия Русской православной церкви, образованная в границах Ханты-Мансийского автономного округа — Югры.
Образована решением Священного Синода Русской православной церкви 25 декабря 2014 года.
Главой митрополии назначен правящий архиерей Ханты-Мансийской епархии.

## Митрополиты
- Павел (Фокин) (с 25 декабря 2014 года)

## Состав митрополии
Митрополия включает в себя две епархии:

### Ханты-Мансийская епархия
Территория: районы Ханты-Мансийского автономного округа — Югры (кроме территорий, отошедших к Югорской епархии).
Правящий архиерей — митрополит Павел (Фокин) (с 12 июня 2011 года)

### Югорская епархия
Территория: Белоярского, Березовского, Кондинского, Октябрьского, Советского муниципальных районов, городов окружного значения Югорск, Нягань, Урай Ханты-Мансийского автономного округа — Югры.
Правящий архиерей — епископ Михаил (Малаханов) (с 6 сентября 2024 года)